# Liste der Biografien/Grau
Liste der Biografien |
Portal Biografien |
Personensuche
# |
A |
B |
C |
D |
E |
F |
G |
H |
I |
J |
K |
L |
M |
N |
O |
P |
Q |
R |
S |
T |
U |
V |
W |
X |
Y |
Z |
?
 
Ga |
Gb |
Gc |
Gd |
Ge |
Gf |
Gh |
Gi |
Gj |
Gk |
Gl |
Gm |
Gn |
Go |
Gp |
Gq |
Gr |
Gs |
Gu |
Gv |
Gw |
Gy |
Gz
 
Gra |
Grb–Grd |
Gre |
Grg |
Gri |
Grj |
Grk |
Grl |
Grm |
Gro |
Grs |
Gru |
Gry |
Grz
 
Graa |
Grab |
Grac |
Grad |
Grae |
Graf |
Grag |
Grah |
Grai |
Graj |
Grak |
Gral |
Gram |
Gran |
Grao |
Grap |
Grar |
Gras |
Grat |
Grau |
Grav |
Graw |
Gray |
Graz
Die Liste der Biografien führt alle Personen auf, die in der deutschsprachigen Wikipedia einen Artikel haben. Dieses ist eine Teilliste mit 240 Einträgen von Personen, deren Namen mit den Buchstaben „Grau“ beginnt.

## Grau
- Grau Casas, Jaume (1896–1950), katalanischer Schriftsteller und Übersetzer
- Grau Cussac, Carlos (* 1986), spanischer Handballspieler
- Grau i Huguet, Agustí (1893–1964), katalanischer Komponist und Musikkritiker
- Grau Ibáñez, Óscar (* 2004), spanischer Handballspieler
- Grau Sala, Emilio (1911–1975), spanischer Maler und Mitglied der Escuela de París
- Grau San Martín, Ramón (1882–1969), kubanischer Arzt und Staatspräsident von Kuba (1933–1934 und 1944–1948)
- Grau Seminario, Miguel (1834–1879), peruanischer AdmiralMiguel Grau Seminario (1834–1879)

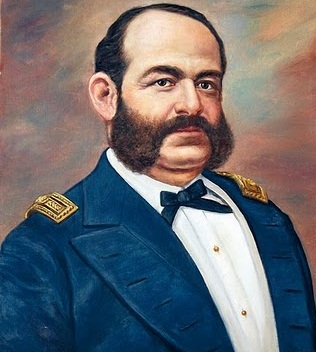
Miguel Grau Seminario (1834–1879)

- Grau y Arola, Pedro (1903–2002), spanischer Geistlicher, katholischer Bischof
- Grau, Abraham de (1632–1683), niederländischer Philosoph und Mathematiker
- Grau, Albert (1837–1900), deutscher Architekt
- Grau, Alberto (* 1937), venezolanischer Komponist, Dirigent und Musikpädagoge
- Grau, Albin (1884–1971), deutscher Filmarchitekt, Grafiker und Autor
- Grau, Alexander (1878–1938), deutscher Filmmanager und UFA-Vorstandsmitglied
- Grau, Alexander (* 1968), deutscher Philosoph, Journalist, Publizist und Buchautor
- Grau, Alexander (* 1973), deutscher Automobilrennfahrer
- Grau, Andreas (* 1965), deutscher Pianist
- Grau, Anselmo (1930–2001), uruguayischer Dirigent
- Grau, Armin (* 1959), deutscher Politiker (Bündnis 90/Die Grünen), MdB
- Grau, Bernd (* 1960), deutscher Kickboxer
- Grau, Bernhard (1856–1924), deutscher Hüttenmann und Manager der deutschen Stahlindustrie
- Grau, Bernhard (* 1963), deutscher Historiker und Archivar
- Grau, Berthold († 1966), deutscher Eisenbahningenieur
- Grau, Conrad (1932–2000), deutscher Osteuropahistoriker und Wissenschaftshistoriker
- Grau, Dieter (1913–2014), deutsch-amerikanischer Raketentechniker
- Grau, Dieter (1927–2018), deutscher Schriftsteller
- Grau, Dirk (* 1963), deutscher Filmeditor
- Grau, Doris (1924–1995), US-amerikanische Schauspielerin, Synchronsprecherin und Script Supervisor
- Grau, Eduard (* 1981), spanischer Kameramann
- Grau, Engelbert (1915–1998), römisch-katholischer Priester und Franziskaner
- Grau, Enrique (1920–2004), kolumbianischer Maler und Bildhauer
- Grau, Francesc (1638–1693), katalanischer Bildhauer des Barock
- Grau, Franz (1910–1992), deutscher Maler und Zeichner
- Grau, Fritz (1890–1975), deutscher Jurist und Ministerialbeamter
- Grau, Fritz (1894–1945), deutscher Bobsportler
- Grau, Gerd (* 1960), deutscher Fußballspieler
- Grau, Gerd-Günther (1921–2016), deutscher Philosoph und Chemiker
- Grau, Gerhard (* 1947), deutscher Fußballspieler
- Grau, Günter (* 1940), deutscher Sexualwissenschaftler, Medizinhistoriker, Autor und Herausgeber
- Grau, Heidi, Schweizer Diplomatin
- Grau, Herbert (1916–1973), österreichischer Volksbildner
- Grau, Hugo (1899–1984), deutscher Veterinäranatom und Hochschullehrer
- Grau, Johann Justus (1680–1752), deutscher Arzt
- Grau, Johann Reinhold (1701–1768), deutscher reformierter Theologe
- Grau, Johannes (1483–1559), lutherischer Theologe
- Grau, Jordi (* 1981), spanischer Radrennfahrer
- Grau, Jorge (1930–2018), spanischer Filmregisseur, Drehbuchautor und Schauspieler
- Grau, Jürg (1943–2007), Schweizer Stadtplaner und Jazzmusiker
- Grau, Jürke (1937–2022), deutscher Botaniker
- Grau, Karl Friedrich (1922–1984), deutscher Schriftsteller
- Grau, Mario (* 1990), deutscher Maler und Autor
- Grau, Martin (* 1992), deutscher Hindernisläufer
- Grau, Michael (* 1955), deutscher Diplomat
- Grau, Nadine (* 1977), deutsche Juristin, Richterin am Bundesgerichtshof
- Grau, Oliver (* 1965), deutscher Bildwissenschaftler und Kunsthistoriker
- Grau, Olli (* 1974), deutscher Kanute
- Grau, Òscar (* 1964), spanischer Handballspieler und Manager
- Grau, Óscar (* 1979), spanischer Radrennfahrer
- Grau, Otto (1913–1981), deutscher Maler und Grafiker
- Grau, Pascale (* 1960), Schweizer Performancekünstlerin, Kuratorin und Dozentin
- Grau, Paul (* 1950), Schweizer Privatfernsehpionier
- Grau, Peter (1928–2016), deutscher Grafiker und Maler
- Grau, Peter Mario (* 1955), deutscher Schauspieler
- Grau, Roberto (1900–1944), argentinischer Schachspieler
- Grau, Rudolf (1835–1893), deutscher evangelischer Theologe und Rektor der Universität Königsberg
- Grau, Seya (* 2003), Schweizer Handballspieler
- Grau, Shirley Ann (1929–2020), US-amerikanische Schriftstellerin
- Grau, Sven (* 1976), deutscher Jazzmusiker (Saxophone)
- Grau, Theodor (1886–1957), deutscher Franziskaner und Komponist
- Grau, Tobias (* 1957), deutscher Designer
- Grau, Uwe (* 1934), deutscher Psychologe und systemischer Coach
- Grau, Vicky (* 1975), andorranische Skirennläuferin
- Grau, Werner (* 1939), deutscher Kommunalpolitiker und ehemaliger Erster Bürgermeister von Heilbronn
- Grau, Werner (* 1945), deutscher Fußballspieler
- Grau, Wilhelm (1901–1975), deutscher Ministerialbeamter
- Grau, Wilhelm (1910–2000), deutscher Historiker und Ethnologe

### Graub
- Grauballe-Mann, MoorleicheGrauballe-Mann

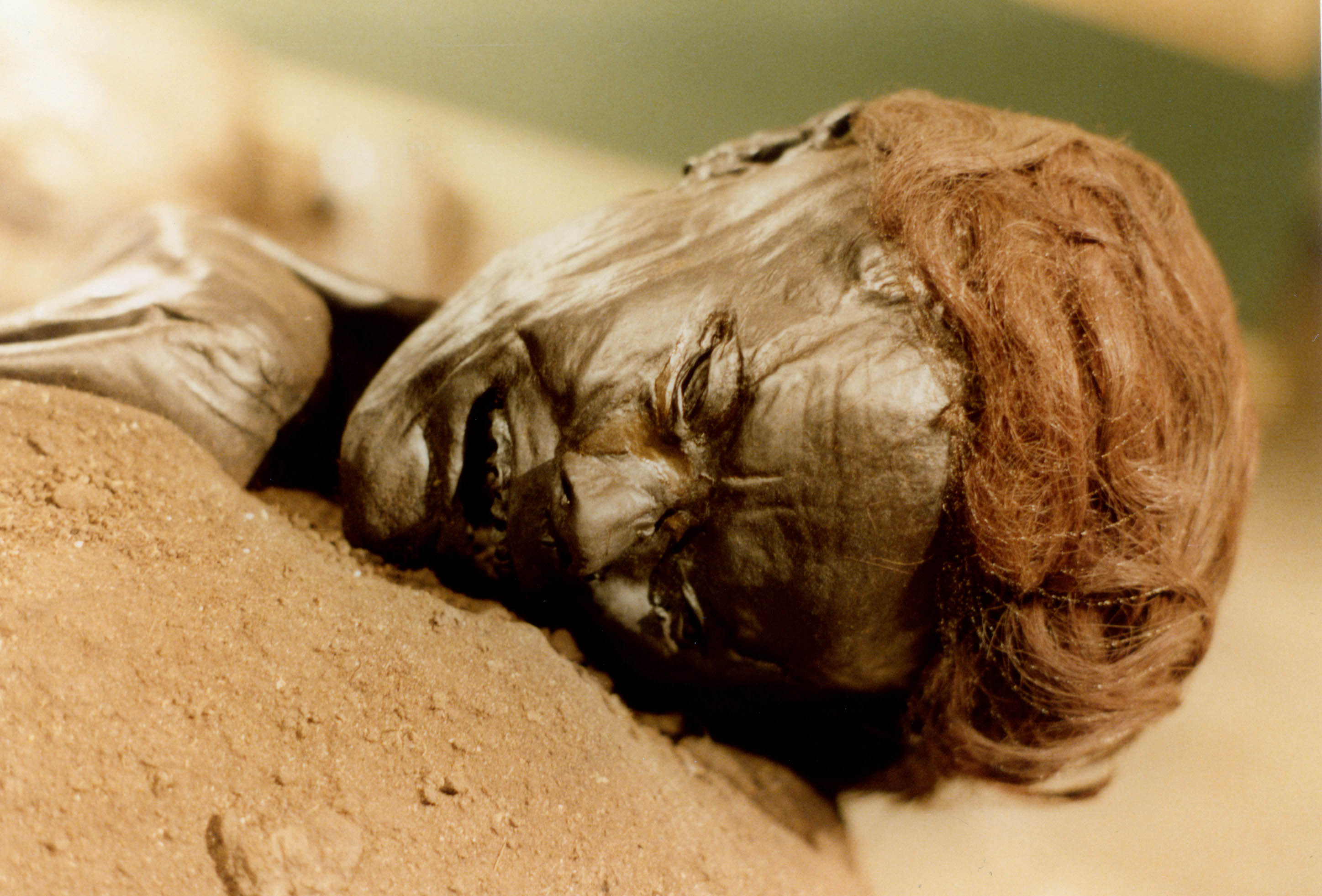
Grauballe-Mann

- Graubart, Bernhard (1888–1940), österreichischer Fußballspieler
- Graubart, Michael (1930–2024), britischer Komponist, Flötist und Musikpädagoge
- Graubart, Richard (1899–1938), österreichischer Kaufmann und Opfer der nationalsozialistischen Novemberpogrome
- Graube, Gabriele (* 1961), deutsche Erziehungswissenschaftlerin
- Graube, Raimonds (* 1957), lettischer Generalleutnant und Armeebefehlshaber
- Graubner, Carl-Alexander (* 1957), deutscher Bauingenieur für Massivbau
- Graubner, David (* 1984), Schweizer Handballspieler
- Graubner, Friedrich (1823–1890), Kaufmann und Politiker der Freien Stadt Frankfurt
- Graubner, Gerhard (1899–1970), deutscher Architekt
- Graubner, Gotthard (1930–2013), deutscher Maler
- Graubner, Günter (1927–2020), deutscher Elektrotechnikingenieur und Hochschullehrer
- Graubner, Hannelore (1924–1982), deutsche Komponistin und Lyrikerin
- Graubner, Henrich Christian (1763–1832), deutscher Gutsbesitzer und Politiker
- Graubner, Jakob Ludwig (1775–1857), deutscher Kaufmann und Abgeordneter
- Graubner, Jan (* 1948), tschechischer Geistlicher, römisch-katholischer Erzbischof von Prag
- Graubner, Paul (1892–1932), Landrat des Kreises Altena (1927–1932)

### Graud
- Graudenz, Fabian (* 1992), deutscher Fußballspieler
- Graudenz, John (1884–1942), deutscher Pressefotograf und Widerstandskämpfer
- Graudin, Hermann (1922–2005), Maler baltendeutscher Abstammung
- Graudiņa, Tīna (* 1998), lettische BeachvolleyballspielerinTīna Graudiņa (* 1998)

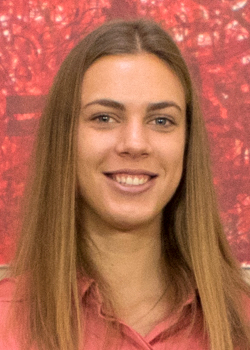
Tīna Graudiņa (* 1998)

- Graudus, Konstantin (* 1965), deutscher TV- und Filmschauspieler
- Graudyn, Julija Igorewna (* 1970), russische Hürdenläuferin
- Graudyn, Wladimir Wladimirowitsch (* 1963), russischer Mittelstreckenläufer

### Graue
- Graue, Claudia (* 1981), deutsche Schauspielerin
- Graue, Dietrich (* 1866), deutscher evangelischer Theologe und Politiker (Fortschrittliche Volkspartei, DDP, DStP), MdL
- Graue, Eugen Dietrich (1922–2006), deutscher Rechtswissenschaftler und Hochschullehrer
- Grauel, Bruno (1884–1937), deutscher Eishockeyspieler und Eiskunstläufer
- Grauel, Erhard (1910–2005), deutscher SS-Sturmbannführer und Teilkommandoführer des Einsatzkommandos 2 der Einsatzgruppe A
- Grauel, Heiko (* 1974), deutscher Synchron- und Hörbuchsprecher
- Grauel, Johann Philipp (1711–1761), deutscher Arzt
- Grauel, Tobias (* 1986), deutscher Basketballspieler
- Grauengaard, Jørn (1921–1988), dänischer Jazz- und Unterhaltungsmusiker
- Grauenhorst, Hinrich (1919–1998), deutscher Maler und Holzbildhauer
- Grauenhorst, Joachim (1917–1998), deutscher Journalist und Maler
- Grauenhorst, Julius (1875–1966), deutscher Kaufmann und Manager in der Montanindustrie
- Grauer, Albert (1575–1617), deutscher Lehrer und lutherischer Theologe
- Grauer, Bill (1922–1963), amerikanischer Jazz-Produzent
- Grauer, Fritz (1904–1942), deutscher Verwaltungsbeamter, Landrat
- Grauer, Gertrud (* 1912), deutsche Politikerin (SED) und DFD-Funktionärin
- Grauer, Joanne (* 1939), amerikanische Jazzmusikerin (Piano, Synthesizer, Komposition)
- Grauer, Karl (1924–1982), deutscher Politiker (CDU), MdL
- Grauer, Ona (* 1975), mexikanische Schauspielerin
- Grauer, Peter Adrian (* 1969), deutsch-ungarischer Pianist
- Grauer, Rudolf (1870–1927), österreichischer Afrikaforscher
- Grauer, Stefanie (* 1969), deutsche Autorin, Bloggerin und Expertin im Bereich Gesundheit und Ernährung
- Grauer, Uwe (* 1970), deutscher Fußballspieler und Fußballtrainer
- Grauer, Wilibald (1869–1925), deutscher Konteradmiral der Reichsmarine und Ministerialrat
- Grauerholz, Angela (* 1952), deutsch-kanadische Fotografin und Installationskünstlerin
- Grauerholz, Hermann (1897–1991), deutscher Musikpädagoge und Turner
- Grauert, Hans (1930–2011), deutscher Mathematiker
- Grauert, Héctor (1907–1991), uruguayischer Politiker
- Grauert, Heinrich Wilhelm (1804–1852), deutscher Historiker und Klassischer Philologe
- Grauert, Hermann von (1850–1924), deutscher Historiker
- Grauert, Karl Alfred (1830–1874), deutscher Lehrer und Dichter
- Grauert, Ludwig (1891–1964), deutscher Jurist, Staatssekretär im preußischen Innenministerium
- Grauert, Ulrich (1889–1941), deutscher Generaloberst der Luftwaffe im Zweiten Weltkrieg

### Grauf
- Grauf, Marcel (* 1987), Rechtsextremer Aktivist

### Graug
- Graugaard, Lars (* 1957), dänischer Komponist und Flötist

### Grauh
- Grauhan, Antje (1930–2010), deutsche Krankenschwester, Unterrichtsschwester, Schulleiterin und Pflegewissenschaftlerin
- Grauhan, Rolf-Richard (1934–1979), deutscher Jurist, Politikwissenschaftler und Hochschullehrer
- Grauheding, Erich (1911–2000), deutscher Jurist und Präsident des Landeskirchenamtes in Kiel (1964–1975)

### Graul
- Graul, Elisabeth (1928–2009), deutsche Schriftstellerin und Dissidentin
- Graul, Ernst (1886–1958), deutscher Politiker (KPD/SED), Oberbürgermeister von Merseburg
- Graul, Eva (1952–2025), deutsche Juristin und Hochschullehrerin
- Graul, Franz (* 1924), deutscher Fußballspieler
- Graul, Gerhard (1919–2001), deutscher Komponist und Lehrer
- Graul, Hans (1909–1997), deutscher Geograph und Geologe (Geomorphologie, Quartärgeologie)
- Graul, Jens (1950–2018), deutscher Stadtrat a. D. und Autor
- Graul, Karl (1814–1864), deutscher lutherischer Theologe
- Graul, Manfred (* 1953), deutscher Fußballspieler
- Graul, Richard (1861–1921), sächsischer Generalmajor
- Graul, Richard (1862–1944), deutscher Kunsthistoriker und Museumsdirektor
- Graul, Volker (1952–2022), deutscher Fußballspieler
- Graul, Walter (1913–1992), deutscher Journalist, Generalsekretär des VDJ
- Graul, Werner (1905–1984), deutscher Schriftsteller, Zeichner, Grafiker und Medailleur
- Gräulich, Andreas (* 1961), deutscher Fußballspieler
- Graulich, Günter (* 1926), deutscher Kirchenmusiker
- Graulich, Kurt (* 1949), deutscher Richter
- Graulich, Markus (* 1964), deutscher Salesianer, römisch-katholischer Theologe
- Graulund, Peter (* 1976), dänischer Fußballspieler

### Graum
- Grauman, Kristen (* 1979), US-amerikanische Informatikerin und Hochschullehrerin
- Grauman, Sid (1879–1950), US-amerikanischer Unternehmer und FilmschauspielerSid Grauman (1879–1950)

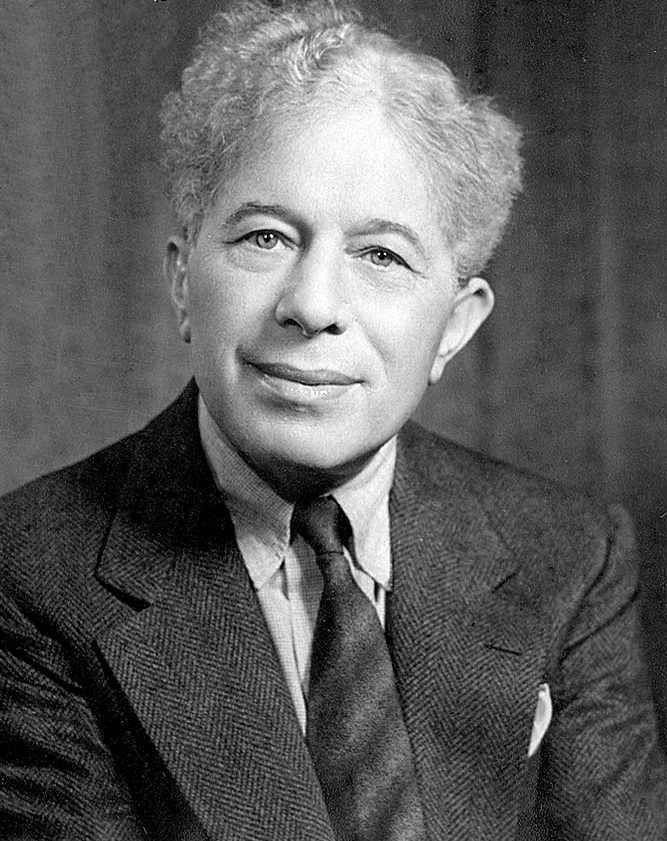
Sid Grauman (1879–1950)

- Grauman, Walter (1922–2015), US-amerikanischer Regisseur und Filmproduzent
- Graumann, Carl Friedrich (1923–2007), deutscher Psychologe und Hochschullehrer
- Graumann, Dieter (* 1950), deutscher Volkswirtschaftler, Präsident des Zentralrats der Juden
- Graumann, Ernst (1913–1991), deutscher Politiker, Regierungspräsident
- Graumann, Erwin (1902–1988), deutsch-französischer Maler und Grafiker
- Graumann, Hervé (* 1963), schweizerischer digitaler Künstler
- Graumann, Johann Philipp († 1762), preußischer Finanzpolitiker
- Graumann, Jossie (* 1994), deutsche Hochspringerin
- Graumann, Julius (1878–1944), deutscher Maler und Grafiker
- Graumann, Karl (1874–1948), deutscher Theaterschauspieler, Filmschauspieler und Schauspiellehrer
- Graumann, Olga (* 1945), deutsche Pädagogin und Hochschullehrerin
- Graumann, Peter (* 1967), deutscher Biologe und Biochemiker
- Graumann, Peter Benedict Christian (1752–1803), deutscher Arzt und Hochschullehrer
- Graumann, Sigrid (* 1962), deutsche Biologin, Humangenetikerin und Ethikerin
- Graumann, Thomas (* 1961), deutscher evangelischer Theologe
- Graumnitz, Andreas (* 1955), deutscher Musiker und Unternehmer
- Graumüller, Alexander (1884–1939), deutscher Ingenieur, Unternehmer und Rennfahrer
- Graumüller, Johann Christian Friedrich (1770–1824), deutscher Botaniker
- Graumüller, Max, deutscher Architekt

### Graun
- Graun, August Friedrich († 1765), deutscher Kantor und Komponist
- Graun, Carl Heinrich (1704–1759), deutscher Komponist und SängerCarl Heinrich Graun (1704–1759)

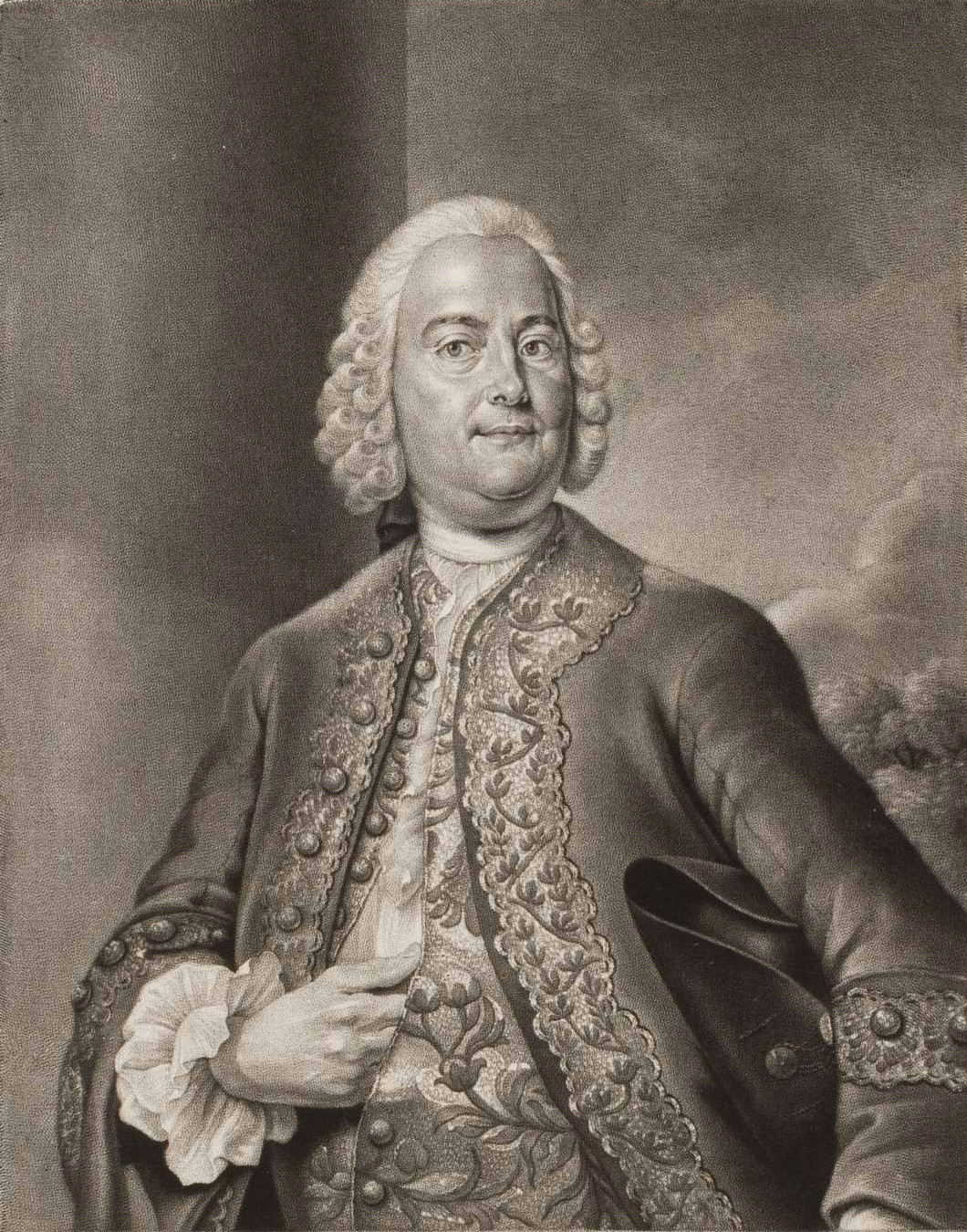
Carl Heinrich Graun (1704–1759)

- Graun, Caspar Heinrich (1659–1710), deutscher lutherischer Theologe und Historiker
- Graun, Johann Gottlieb († 1771), deutscher Violinist und Komponist der Vorklassik
- Graune, Brigitte (* 1961), deutsche Speerwerferin
- Graunke, Kurt (1915–2005), deutscher Orchestergründer, Dirigent und Komponist
- Graunke, Otto (1861–1942), niederdeutscher Schriftsteller
- Graunt, John (1620–1674), Wegbereiter der modernen Statistik

### Graup
- Graup, Günther (1940–2006), deutscher Geologe und Impaktforscher
- Graupe, Georg (1875–1959), deutscher Politiker (SPD), MdR
- Graupe, Hans (1940–2023), deutscher Fußballspieler
- Graupe, Heinz Mosche (1906–1997), deutscher Philosoph und Judaist
- Graupe, Paul (1881–1953), deutscher Antiquariatsbuchhändler und Kunsthändler
- Graupe, Ronny (* 1979), deutscher Jazzgitarrist
- Graupe, Silja (* 1975), deutsche Ökonomin
- Graupenstein, Friedrich Wilhelm (1828–1897), deutscher Maler und Grafiker
- Gräupl, Edwin (* 1941), österreichischer Pädagoge; Statthalter des Ritterordens vom Heiligen Grab zu Jerusalem
- Graupner, Axel (1958–2021), deutscher evangelischer Theologe und Hochschullehrer
- Graupner, Carl Friedrich Otto (* 1823), deutscher Lehrer und Dichter
- Graupner, Christoph (1683–1760), deutscher Komponist und Cembalist
- Graupner, Dieter (1940–2022), deutscher Bildhauer
- Graupner, Ernst (1917–1989), deutscher Maler
- Graupner, Gisela (1927–2010), deutsche Schauspielerin
- Graupner, Gotthardt (1920–1993), deutscher Politiker (CDU der DDR)
- Graupner, Heinz (1906–1966), deutscher Arzt und Schriftsteller
- Graupner, Helmut (* 1965), österreichischer Rechtsanwalt
- Graupner, Paul (1861–1927), deutscher Kaufmann und Dichter in erzgebirgischer Mundart
- Graupner, Richard (* 1963), deutscher Politiker (AfD), MdL
- Graupner, Sylvia (* 1973), deutsche Grafik-Designerin, Illustratorin und Hochschullehrerin
- Graupner, Ulf S. (* 1964), deutscher Grafiker, Comiczeichner und Illustrator
- Graupner-Baumgartner, Annemarie (1920–2004), Schweizer Textilkünstlerin

### Graur
- Graur, Alexandru (1900–1988), rumänischer Linguist, Latinist, Romanist und Rumänist

### Graus
- Graus, Andrea (* 1979), österreichische Radrennfahrerin
- Graus, František (1921–1989), tschechoslowakischer Historiker
- Graus, Käthe (1921–1974), deutsche Opern- und Operettensängerin (Sopran) sowie Gesangslehrerin
- Graus, Manfred (1936–2022), deutscher Boxer
- Grausam, Leopold (1943–2023), österreichischer Fußballspieler
- Grausam, Leopold jun. (1946–2010), österreichischer Bildhauer und Steinmetz
- Grausam, Marcus (* 1976), deutscher Naturbahnrodler
- Grauschopf, Paul (* 1998), deutscher Fußballspieler
- Grausenburger, Maria (1901–1973), österreichische Bäuerin und Kriegerwitwe
- Grausgruber, Karl (* 1947), österreichischer Maler
- Grauß, Alois (1890–1957), österreichischer Politiker (ÖVP), Landtagsabgeordneter
- Graustein, Gottfried (1932–2024), deutscher Anglist und Hochschullehrer
- Graustein, Mary (1884–1972), US-amerikanische Mathematikerin und Hochschullehrerin
- Graustein, William Caspar (1888–1941), US-amerikanischer Mathematiker

### Graut
- Graute, Matthias (* 1983), deutscher Marathonläufer
- Graute, Oliver (* 1971), deutscher Verleger, Autor und Künstler im Bereich Fantasy/Rollenspiel
- Grautoff, Christiane (1917–1974), deutsche Schauspielerin
- Grautoff, Ferdinand (1871–1935), deutscher Journalist und Autor
- Grautoff, Ferdinand Heinrich (1789–1832), Lübecker Polyhistor
- Grautoff, Otto (1876–1937), deutscher Kunsthistoriker, Romanist, Journalist und ÜbersetzerOtto Grautoff (1876–1937)

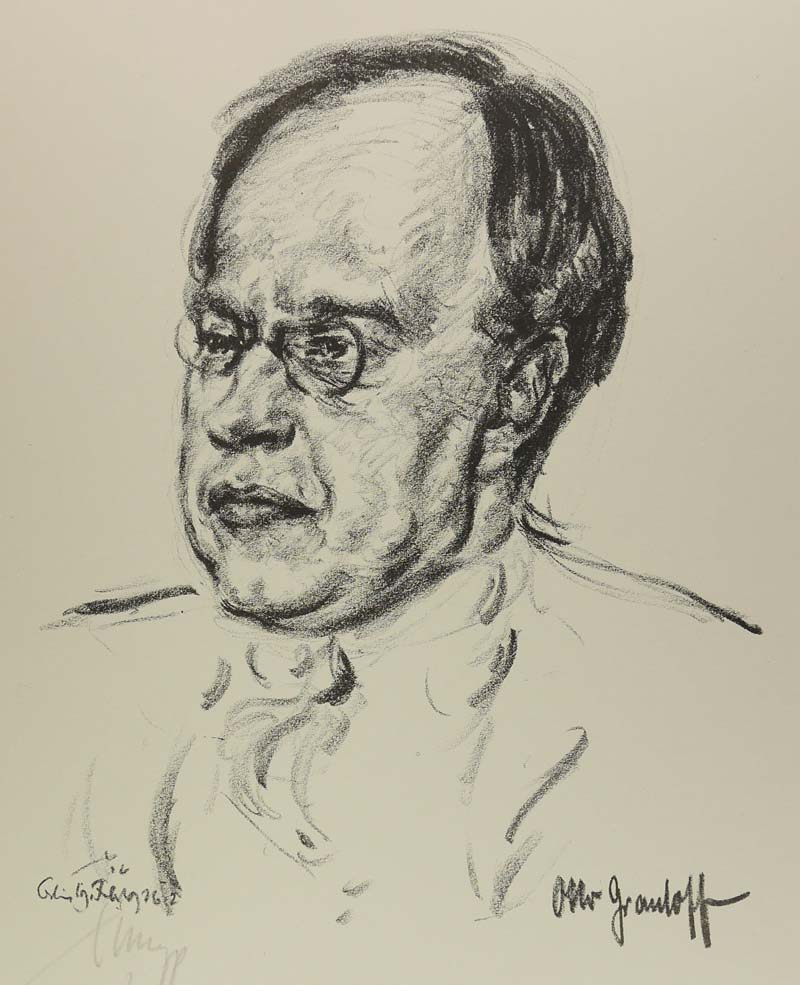
Otto Grautoff (1876–1937)

- Grautoff, Paul (1868–1943), deutscher Generalmajor

### Grauv
- Grauvogel, Louisa (* 1996), deutsche Leichtathletin
- Grauvogel, Michael (* 1948), deutscher Richter, Vizepräsident des Landesarbeitsgerichts Bremen
- Grauvogel-Stamm, Léa (* 1940), französische Paläontologin
- Grauvogl, Alexandra (* 1981), deutsche Skirennläuferin und Skicrosserin

### Grauw
- Grauwels, Marc (* 1954), belgischer Flötist
- Grauwiler, Lukas (* 1984), Schweizer Eishockeyspieler
- Grauwiller, Regula (* 1970), Schweizer Schauspielerin

### Graux
- Graux, Charles (1837–1910), belgischer Jurist und Politiker
- Graux, Charles (1852–1882), französischer Klassischer Philologe und Paläograph

### Grauz
- Graužinienė, Loreta (* 1963), litauische Politikerin